# ديريك كروز
ديريك كروز (بالصينية: 告達理) هو مدرب خيول صيني، ولد في 23 مايو 1955. عمل كفارس ومساعد مدرب قبل أن يحصل على تصريح كامل للتدريب في هونغ كونغ ابتداءً من عام 1991، وحقق نجاحاً باهراً في موسم 2011/2010، حيث قاد 24 فائزاً بمجموع إجمالي بلغ 432 خيلاً. 